# Tour del Porvenir 1982
La 20.ª edición del Tour del Porvenir (nombre oficial en francés: Tour de l'Avenir) fue una carrera de ciclismo en ruta por etapas que se celebró entre el 8 y el 20 de septiembre de 1982 en Francia con inicio en la ciudad de Divonne-les-Bains y final en Morzine sobre una distancia total de 1338 kilómetros.
La carrera fue ganada por el ciclista estadounidense Greg LeMond del equipo Renault-Elf-Gitane. El podio lo completaron el ciclista británico Robert Millar del equipo Peugeot-Shell-Michelin y el ciclista Cristóbal Pérez de selección nacional de Colombia.

## Equipos participantes
Tomaron parte en la carrera 16 equipos de los cuales 9 fueron equipos nacionales amateur y 7 equipos profesionales:
| Equipos profesionales (7) - Fangio-Assos-Om-Podevijn - La Redoute-Motobécane - Coop-Mercier-Mavic - Peugeot-Shell-Michelin - Renault-Elf-Gitane - SEM-France-Loire-Campagnolo - Wolber-Spidel Equipos nacionales amateur (9) - Colombia - Checoslovaquia - Estados Unidos - Francia - Países Bajos - República Democrática Alemana - Portugal - Suiza - Unión Soviética |  |
| |  |

## Etapas
| Etapa      | Fecha     | Recorrido                                               | Distancia (km) | Ganador                       | Líder              |
| ---------- | --------- | ------------------------------------------------------- | -------------- | ----------------------------- | ------------------ |
| Prólogo    | 8 de sep  | Divonne-les-Bains – Divonne-les-Bains                   | 4,2            | Uwe Raab                      | Uwe Raab           |
| 1.ª etapa  | 9 de sep  | Divonne-les-Bains – Bourg-en-Bresse                     | 157            | Andreas Petermann             | Uwe Raab           |
| 2.ª etapa  | 10 de sep | Châtillon-sur-Saône – Châtillon-sur-Saône               | 73             | República Democrática Alemana | Uwe Raab           |
| 3.ª etapa  | 11 de sep | Châtillon-sur-Saône – Voreppe                           | 143            | José Alfonso López            | Uwe Raab           |
| 4.ª etapa  | 12 de sep | La Ruchère-en-Chartreuse – La Ruchère-en-Chartreuse     | 21,5           | Greg LeMond                   | José Alfonso López |
| 5.ª etapa  | 13 de sep | Saint-Joseph-de-Rivière – Saint-Pierre-d'Entremont      | 130            | Greg LeMond                   | Greg LeMond        |
| 6.ª etapa  | 15 de sep | Saint-Laurent-du-Pont – Saint-Pierre-de-Chartreuse      | 145            | Philippe Leleu                | Greg LeMond        |
| 7.ª etapa  | 16 de sep | Voreppe – Saint-Trivier-sur-Moignans                    | 188            | Olaf Ludwig                   | Greg LeMond        |
| 8.ª etapa  | 17 de sep | Saint-Trivier-sur-Moignans – Saint-Trivier-sur-Moignans | 46             | Greg LeMond                   | Greg LeMond        |
| 9.ª etapa  | 18 de sep | Saint-Trivier-sur-Moignans – Divonne-les-Bains          | 188            | Hubert Mathis                 | Greg LeMond        |
| 10.ª etapa | 19 de sep | Divonne-les-Bains – Morzine                             | 170            | Luis Herrera                  | Greg LeMond        |
| 11.ª etapa | 20 de sep | Morzine – Morzine                                       | 79             | Pascal Jules                  | Greg LeMond        |

## Clasificaciones finales
Las clasificaciones finalizaron de la siguiente forma:

### Clasificación general
| Clasificación general |                     |                        |                  |
| Ciclista              | Ciclista            | Equipo                 | Tiempo           |
| --------------------- | ------------------- | ---------------------- | ---------------- |
| 1.º                   | Greg LeMond         | Renault-Elf-Gitane     | 33 h 58 min 37 s |
| 2.º                   | Robert Millar       | Peugeot-Shell-Michelin | + 10 min 18 s    |
| 3.º                   | Cristóbal Pérez     | Colombia               | + 11 min 38 s    |
| 4.º                   | Luis Herrera        | Colombia               | + 12 min 03 s    |
| 5.º                   | Falk Boden          | Alemania Oriental      | + 13 min 08 s    |
| 6.º                   | Rafael Acevedo      | Colombia               | + 13 min 16 s    |
| 7.º                   | Miroslav Sýkora     | República Checa        | + 14 min 05 s    |
| 8.º                   | Piotr Ugrumov       | Unión Soviética        | + 16 min 42 s    |
| 9.º                   | Thierry Claveyrolat | Francia                | + 18 min 41 s    |
| 10.º                  | Serguei Morozov     | Unión Soviética        | + 19 min 00 s    |

### Clasificación por puntos
| Clasificación por puntos |                   |                    |        |
| Ciclista                 | Ciclista          | Equipo             | Puntos |
| ------------------------ | ----------------- | ------------------ | ------ |
| 1.º                      | Olaf Ludwig       | Alemania Oriental  | 83     |
| 2.º                      | Andreas Petermann | Alemania Oriental  | 65     |
| 3.º                      | Greg LeMond       | Renault-Elf-Gitane | 56     |

### Clasificación de la montaña
| Clasificación de la montaña |                    |          |        |
| Ciclista                    | Ciclista           | Equipo   | Puntos |
| --------------------------- | ------------------ | -------- | ------ |
| 1.º                         | Rafael Acevedo     | Colombia | 137    |
| 2.º                         | Luis Herrera       | Colombia | 90     |
| 3.º                         | José Alfonso López | Colombia |        |

### Clasificación por equipos
| Clasificación por equipos |                               |        |
| Equipo                    | Equipo                        | Tiempo |
| ------------------------- | ----------------------------- | ------ |
| 1.º                       | República Democrática Alemana |        |
| 2.º                       | Unión Soviética               |        |
| 3.º                       | Colombia                      |        |